# Jelcz 043
Jelcz 043 je typ autobusu vyráběného v Polsku zejména v 60. letech 20. století. Výroba tohoto (a mnoha dalších typů) byla umožněna díky československé licenci pro produkci československého vozu Škoda 706 RTO, který vyráběl národní podnik Karosa.

## Konstrukce
Konstrukčně byl Jelcz 043 shodný s československými vozy 706 RTO. Jednalo se o dvounápravový autobus s trambusovou, polosamonosnou karoserií, která byla umístěna na nosném rámu. Pro cestující byly v pravé bočnici vozu umístěny dvoje „bouchací“ (ovládané ručně pomocí kliky) dveře. Pro řidiče pak byla určena malá dvířka na levém boku vozu, která vedla přímo na jeho stanoviště.
Autobusy Jelcz 043 byly vyráběny pouze v meziměstské linkové verzi pro Polsko i pro export do NDR (označení 043 E). Pro export do Československa byly produkovány jednodveřové vozy Jelcz 041, městská varianta byla označena Jelcz 272. Modifikace Jelcz 014 zase naopak sloužila pro dálkové linky nebo jako zájezdový autokar. Vozy 043 byly uzpůsobeny k tahání autobusových přívěsů Jelcz PO-1.
V polovině 70. let 20. století byl vyráběn autobus Jelcz 044, který se od typu 043 téměř nelišil.